# 伊朗签证政策

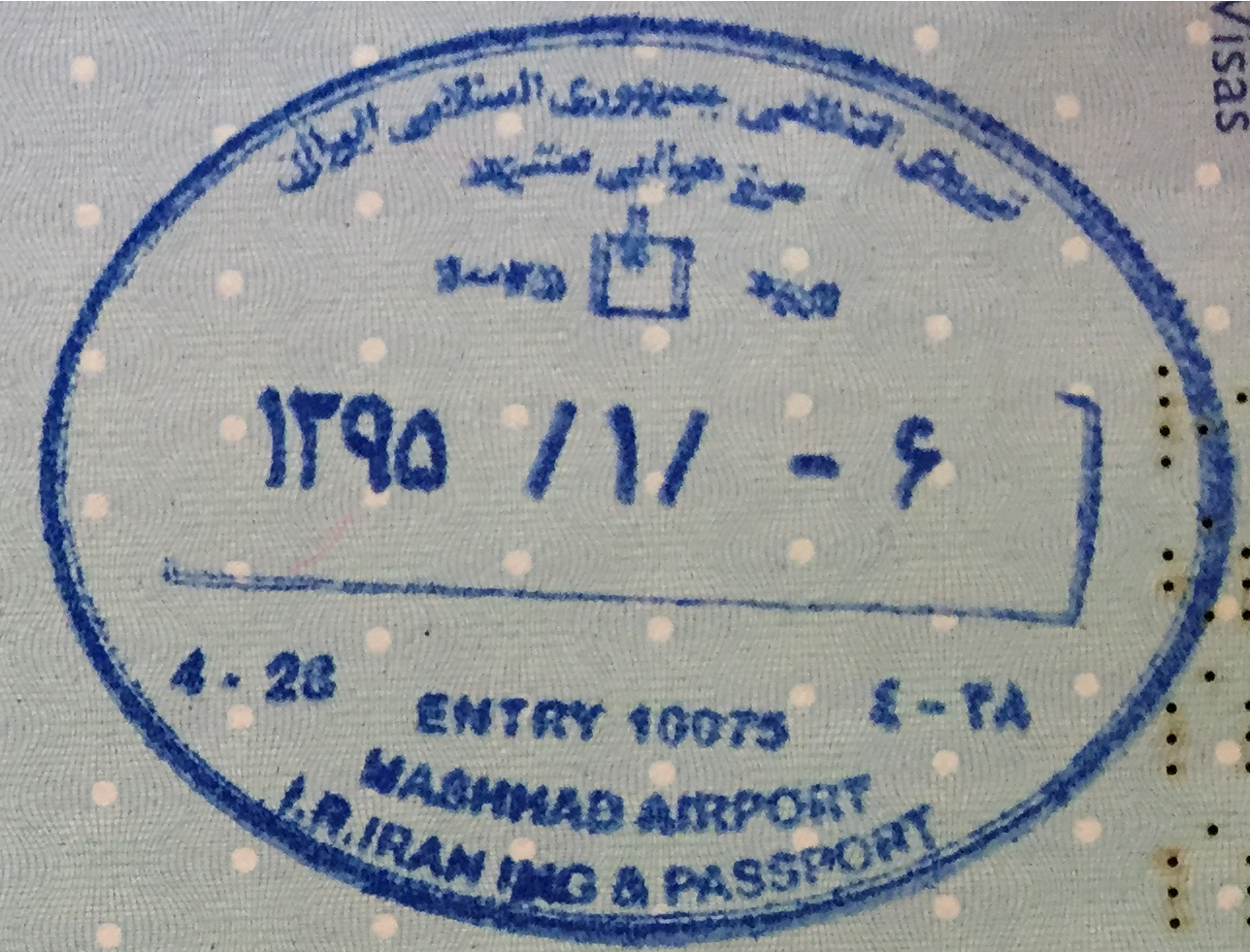
伊朗入境章

伊朗签证政策允许世界上大部分国家的公民办理落地签证，其他国家的公民有免签证待遇或者必须要在出发前前往伊朗驻外使领馆办理签证。所有入境伊朗的外国人的护照必须有6个月以上的有效期。

## 签证政策地图

伊朗签证政策

## 免签证
下列国家和地区的公民可免签证入境伊朗：
| - 阿曼 | - 叙利亚1 | - 土耳其 |  |

| - 玻利维亚 | - 黎巴嫩 | - 伊拉克 | - 2 |  |

| - 中國 | - 香港 | - 澳門 |  |

| - 马来西亚 | - 委內瑞拉3 |  |

| - 巴林 - 白俄羅斯 - 巴西 - 柬埔寨 - 古巴 - 印度1 - 印度尼西亞 | - 日本 - 科威特 - 毛里塔尼亚 - 模里西斯 - 墨西哥 - 秘魯 - 沙烏地阿拉伯 | - 塞爾維亞 - 塞舌尔 - 新加坡 - 坦桑尼亚 - 突尼西亞 - 阿联酋 - 越南 - 辛巴威 |  |

| - 5 |

1 -必须乘飞机进入伊朗才有资格获得免签证。

2 - 必须从 杜尚别 出发并抵达 德黑兰 才有资格获得免签资格。免签证的期限每年最多为 90 天。

3 - 停留时间可延长至 30 天。

4 - 仅限旅游目的。

5 - 停留时间最多可延长 3 个月。
| - 俄羅斯 | 俄罗斯公民与旅游团运营商代表一起参加旅行团也可以免签证进入伊朗，最长停留时间为 90 天。 |

### 公务旅行证件
持有下列护照的外国人可免签证入境伊朗。
| - 阿富汗 D 1个月 - 亞美尼亞 D 90天 - D S 1个月 - 白俄羅斯 D O 30天 - D S 30天 - 玻利维亚 D S 60天 - D S 1个月 - 巴西 D 1个月 - D O 30天 - 保加利亚 D S 1个月 - 布吉納法索 D S 1个月 - 柬埔寨 D S 1个月 - 中华人民共和国 D S 1个月 - 哥伦比亚 D S 1个月 - D S 1个月 - 古巴 D S 90天 - 刚果共和国 D S 6个月 - 賽普勒斯 D S 3个月 - D S 90天 - 埃及 D S 20天 - D S 30天 | - 几内亚 D S 1个月 - D S 1个月 - 希腊 D 3个月 - 匈牙利 D 1个月 - 印度 D 1个月 - 伊拉克 D S 45天 - 印度尼西亞 D S 14天 - 日本 D O 3个月 - D S 30天 - D S 1个月 - D S 1个月 - 黎巴嫩D S 30天 - 马来西亚 D S 15天 - 马拉维 D S 1个月 - D S 1个月 - 摩尔多瓦 D S 1个月 - 蒙特內哥羅 D S 30天 - 尼加拉瓜 D S 2个月 - D 1个月 - 北馬其頓 D S 1个月 - 阿曼 D S 1个月 | - 巴基斯坦 D O 3个月 - 菲律賓 D S 30天 - 波蘭 D 1个月 - 葡萄牙 D Sp 90天 - 羅馬尼亞 D 1个月 - 俄羅斯 D S 30天 - 塞内加尔 D S 1个月 - 塞爾維亞 D S 30天 - D S 1个月 - D S 3个月 - 瑞士 D 1个月 - 叙利亚 D S 30天 - D S 1个月 - 突尼西亞 D S 1个月 - D S 1个月 - 土耳其 D S 3个月 - 乌克兰 D S 30天 - 委內瑞拉 D S 1个月 - 越南 D O 30天 - 辛巴威 D S 30天 |  |

D — 外交护照

O — 官员护照

S — 公务护照

Sp — 特殊护照

## 落地签证
持有大部分国家签发的普通护照的外国人可以办理落地签证入境伊朗并最多停留30天（可再延长15天）。不过持有下列国家签发的普通护照的外国人则必须在出发前到伊朗驻外使领馆办理签证：
| - 阿富汗 - 加拿大 - 哥伦比亚 - 伊拉克1 | - 约旦 - 巴基斯坦 - 英国 - 美国 |  |

1 - 抵达马什哈德机场或Arvand自由区时免签证
可以办理落地签证的口岸包括：
- 阿巴斯港國際機場（阿巴斯港）
- Isfahan International Airport（英语：Isfahan International Airport）（伊斯法罕）
- Kish International Airport（英语：Kish International Airport）（基什岛）
- 沙希德·哈希米内贾德国际机场（馬什哈德）
- Qeshm International Airport（英语：Qeshm International Airport）（格什姆岛）[5]
- 沙希德·阿亚图拉·达斯特盖卜国际机场（設拉子）
- Tabriz International Airport（英语：Tabriz International Airport）（大不里士）
- 伊玛目霍梅尼国际机场（德黑兰）
- 梅赫拉巴德國際機場（德黑兰）[6]
- 烏爾米耶機場（乌尔米耶）[7]
- Ahvaz International Airport（英语：Ahvaz International Airport）（阿瓦士）[8]
- Kerman Airport（英语：Kerman Airport）（克尔曼）[9]
- Larestan International Airport（英语：Larestan International Airport）（拉爾）

区域申请落地签证，申请人必须在出发前至少2天在伊朗外交部网站提交申请表并打印回执。

## 强制陪同
根据伊朗政府要求， 美国、 英国和 加拿大公民在伊朗境内必须要有获得授权的伊朗向导全程陪同。

## 拒绝入境
伊朗政府拒绝任何 以色列公民、持有以色列护照者以及护照上有以色列签证或出入境章的外国人入境。
同时对于女性入境，则有着装要求。如果女性在入境时未穿着长衫，长裤并围头巾或希贾布等伊斯兰教服饰，也将被拒绝入境。